# Đạo văn
Đạo văn (tiếng Anh: plagiarism; tiếng Nhật: 盗作- Đạo tác; tiếng Trung: 抄袭- Sao tập) là chiếm hữu một cách sai trái, ăn cắp, công bố ngôn ngữ, suy nghĩ, ý tưởng, hay cách diễn đạt của người khác và xem chúng như là những gì do mình tự tạo ra. Khái niệm đạo văn vẫn chưa có những định nghĩa và quy tắc rõ ràng.
Đạo văn được xem là hành vi thiếu trung thực về mặt học thuật và vi phạm đạo đức báo chí. Người nào đạo văn sẽ bị phạt tiền, bị đình chỉ, và thậm chí bị đuổi học hay đuổi việc.
Trong môi trường học thuật và công việc, đạo văn là một hành vi vi phạm đạo đức rất nghiêm trọng; một số trường hợp đạo văn có thể cấu thành hành vi vi phạm bản quyền.